# Tipula (Formotipula) hypopygialis
Tipula (Formotipula) hypopygialis is een tweevleugelige uit de familie langpootmuggen (Tipulidae). De soort komt voor in het Oriëntaals gebied.